# 屍纏妖后
《屍纏妖后》（英語：Queen of the Damned）是一部2002年的美國-澳洲合拍的吸血鬼題材恐怖電影，根據安·萊絲的系列小說「吸血鬼紀事」第三部《天譴者的女王》改編。由於本片女主角艾莉亞於2001年身亡，因此本片為其遺作。

## 劇情
傳說中的吸血鬼雷斯塔（史都華唐森飾）在墳墓中沉睡了數十年之後甦醒了，雷斯塔不再滿足於被隔離在黑暗裡，他決定要站在世人面前，接受世人的崇拜，因此他以過人的音樂才能，化身成為人間最接近神的形象：搖滾明星。
雷斯塔的音樂中透露著令人著魔的魅力，很快地散播到世界各地，最後傳入了在古老地下墓室中沉睡數千年的古埃及吸血皇后亞卡夏（艾莉雅飾）的耳中。亞卡夏是所有吸血鬼之母，沉眠了數千年，等待著適當的時機再次甦醒，屆時，她將站在陽光下，消滅所有違抗她的人，包括吸血鬼在內。而雷斯塔的音樂正是她期待已久的天啟，她希望雷斯塔能夠輔佐她。
亞卡夏的邪惡力量強大到連吸血鬼家族中的長老聯手都難以忘其項背，而狂暴的亞卡夏如猛虎出閘般瘋狂地了屠殺人類之外，她也帶領著雷斯塔一個一個地剿滅反抗她的吸血鬼巢穴，面對一心只想把人間轉變成地獄的亞卡夏，究竟有誰能夠阻止她？

## 外部連結
- 互联网电影数据库（IMDb）上《屍纏妖后》的资料（英文）
- AllMovie上《屍纏妖后》的资料（英文）
- 爛番茄上《屍纏妖后》的資料（英文）
- 開眼電影網上《屍纏妖后 （页面存档备份，存于）》的資料 （繁體中文）
- 豆瓣电影上《屍纏妖后》的資料 （简体中文）